# Faouzi Yaya
 (septembre 2023).
Si vous disposez d'ouvrages ou d'articles de référence ou si vous connaissez des sites web de qualité traitant du thème abordé ici, merci de compléter l'article en donnant les références utiles à sa vérifiabilité et en les liant à la section « Notes et références ».
 (septembre 2023).
Faouzi Yaya est un footballeur algérien né le 21 septembre 1989 à Sidi Aïch dans la wilaya de Béjaïa. Il évolue au poste de milieu offensif au MO Béjaïa

## Palmarès
- Vice-champion d'Algérie en 2015 avec le MO Béjaïa[réf. nécessaire].
- Vainqueur de la coupe d'Algérie en 2015 avec le MO Béjaïa[réf. nécessaire].
- Finaliste de la supercoupe d'Algérie en 2015 avec le MO Béjaïa[réf. nécessaire].
- Finaliste de la Coupe de la confédération en 2016 avec le MO Béjaïa[réf. nécessaire].
- Accession en Ligue 2 en 2011 et 2025 avec le MO Béjaïa[réf. nécessaire].